# رافاييل سانشيز
رافاييل سانشيز (بالإسبانية: Rafael Sánchez)‏ (1 فبراير 1998 في فنزويلا - ) هو لاعب كرة قدم فنزويلي في مركز حراسة المرمى.

## وصلات خارجية
- رافاييل سانشيز على موقع قاعدة بيانات كرة القدم.إي يو (الإنجليزية)
- رافاييل سانشيز على موقع Soccerway.com (الإنجليزية)